# Bukoči
Bukoči (lat. Pandionidae) su porodica ptica iz reda jastrebovki Accipitriformes čiji je jedini rod Pandion s ukupno dvije vrste Pandion cristatus (Vieillot, 1816) i Pandion haliaetus (Linnaeus, 1758.).